# Te amaré hasta que te mate
Te amaré hasta que te mate (1990) es una comedia estadounidense dirigida por Lawrence Kasdan. Divertida comedia de humor negro que llega de la mano de Kasdan (Reencuentro, El turista accidental, Grand Canyon/El alma de la ciudad, Mumford), al que se puede ver en algunas escenas de la película como abogado. 
El guion de John Kostmayer se basa vagamente en un intento de asesinato que ocurrió en 1983, en Allentown, Pensilvania, donde Frances Toto intentó repetidamente matar a su esposo, Anthony. Pasó cuatro años en prisión por intento de asesinato y fue liberada en 1988. A partir de 2023, la pareja todavía estaba casada.
Kevin Kline (Oscar al mejor actor secundario por Un pez llamado Wanda en 1988), protagonista principal de esta historia, es Joey Boca, dueño de una pizzería y mujeriego empedernido, al que su esposa, Rosalie, decide asesinar cuando se entera de sus infidelidades. Su madre y su mejor amigo serán sus compinches. Con River Phoenix, William Hurt y Keanu Reeves, entre otros.

## Argumento
En Tacoma, Washington, el italoamericano Joey Boca va a la iglesia y, en un confesionario, admite ante un sacerdote que engañó a su esposa Rosalie con al menos siete mujeres en las últimas dos o tres semanas. El sacerdote esta asombrado cuando Joey no puede recordar exactamente cuántas mujeres y cuántas veces estuvo con cada una durante ese período. A pesar de pedir perdón, Joey sigue sin arrepentirse de su rutina.
Joey y Rosalie, quienes son dueños de una pizzería, llevan años casados y tienen dos hijos. Los Boca también son dueños de un edificio de apartamentos, administrado por Joey, quien ocasionalmente alquila los apartamentos a sus amantes y les brinda "servicios de mantenimiento" rutinarios más allá de arreglar la plomería. Un joven empleado del restaurante, Devo, está enamorado de la mucho mayor Rosalie, e intenta convencerla en vano de que Joey la engaña y que ella se merece algo mejor. Rosalie tiene una fe inquebrantable en la fidelidad de Joey y cree que sus frecuentes salidas nocturnas son simplemente un descanso bien merecido, ya que "él trabaja muy duro". A pesar de no saber de las infidelidades de Joey, la madre yugoslava de Rosalie, Nadja, no le gusta el dominante y exigente Joey. A Nadja no le siente bien que Joey espere que Rosalie cocine, limpie, cuide a los niños y lo atienda cuando se lo pida, a pesar de que Rosalie también trabaja muchas horas en la pizzería.
Un día, en la biblioteca, Rosalie ve a Joey besando a una de sus amantes entre los estantes. Angustiada, Rosalie intenta suicidarse con una sobredosis de somníferos. Sin embargo, antes de poder hacerlo, su tristeza se convierte en un profundo odio hacia Joey. Furiosa, pide la ayuda de su madre para matar a Joey.
Joey resulta difícil de matar. Primero, Nadja contrata a un hombre enmascarado para que mate a Joey con un bate de béisbol. Sin embargo, gracias a sus rápidos reflejos, Joey escapa ileso del intento de asesinato. Luego, utilizando sus avanzadas habilidades mecánicas, Nadja intenta hacer estallar el auto de Joey, pero la bomba no explota. Más tarde, madre e hija intentan darle una dosis excesiva de pastillas para dormir a los espaguetis de Joey, pero a pesar de comer varios tazones grandes llenos, solo le da un calambre estomacal y lo descarta como un virus. Deciden que nada menos que un disparo matará a Joey, pero ni Rosalie ni Nadja pueden decidirse a apretar el gatillo. Le piden a Devo que demuestre su devoción a Rosalie disparando a Joey. Sin embargo, Devo, reacio y no violento, no puede mirar a Joey mientras aprieta el gatillo y solo termina hiriendo a Joey detrás de la oreja. Devo se niega a volver a intentarlo, incluso por su amada Rosalie, y contrata a dos conocidos de un pariente, dos hombres incompetentes y eternamente drogados, los primos Harlan y Marlon James, por el barato precio de 500 dólares, porque Devo dice que ya tiene el trabajo a medias hecho. Cuando la cobardía de Marlon le impide estar presente en el tiroteo, Harlan le dispara a Joey en el pecho, pero no le da en el corazón. Joey se levanta de la cama, quejándose de dolor de cabeza y de dolores en el pecho. Como informa más tarde el médico forense, las pastillas para dormir han ralentizado el metabolismo de Joey, impidiéndole desangrarse hasta morir.
Finalmente, un ex-convicto del bar donde contrataron a los asesinos revela su plan. Cuando llega la policía, encuentran a Joey herido, con cierto dolor y sin saber que le han disparado y envenenado. Lo llevan al hospital y arrestan a Rosalie, su madre, Devo y los primos James. Al ver el error de su comportamiento y a instancias de su propia madre, Joey se niega a presentar cargos y saca a todos de la cárcel. Un arrepentido Joey se da cuenta de que su engaño ha enfurecido a Rosalie, que le ama profundamente y a quien él ha subestimado. Mientras espera a Rosalie con flores y una caja de bombones, se encuentra con los primos James y hace las paces. Al ver a Rosalie de nuevo, le pide que lo acepte de nuevo, pero ella, todavía ofendida, sale corriendo. Joey la atrapa y en el armario de los conserjes revelan su amor con cierta intimidad, para consternación de Devo y sorpresa de la madre de Rosalie.

## Recepción

### Recaudación
La película ganó 4 millones de dólares en su primer fin de semana y recaudó más de 16 millones de dólares en América del Norte.

## Crítica
I Love You to Death recibió críticas mixtas. En Rotten Tomatoes, tiene un índice de aprobación del 58% basado en 26 reseñas, con una puntuación media de 5,8/10. En Metacritic, la película tiene una puntuación media ponderada de 45 sobre 100 basada en reseñas de 13 críticos, lo que indica "críticas mixtas o promedio". Las audiencias encuestadas por CinemaScore le dieron a la película una calificación C en una escala de A a F.
Jonathan Rosenbaum, que escribe para el Chicago Reader, describió la película como una "comedia negra de regular a media" y que "aunque el ritmo es lento en algunos puntos, las personas que aprecian los que actúan como imitadores disfrutarán de algunos, especialmente Plowright, Kline y Hurt".
Roger Ebert describe la película como "el sueño de un actor", pero no está tan seguro de que sea una película de ensueño para una audiencia. Elogia a Ullman por su actuación, señalando que es aún más efectiva contra la actuación abiertamente cómica de Kline. Ebert comenta: "William Hurt podría haber interpretado el papel del asesino a sueldo, pero se toma el tiempo para hacer que el personaje sea creíble e incluso, de una manera borrosa, complejo". Ebert sugiere que Kasdan se sintió atraído por el guion porque parece casi imposible de dirigir, y aunque no está seguro de que tenga éxito, ciertamente no es aburrido.

## Ficha artística
- Kevin Kline — Joey Boca
- Tracey Ullman — Rosalie Boca
- Joan Plowright — Nadja
- River Phoenix — Devo Nod
- William Hurt — Harlan James
- Keanu Reeves — Marlon James
- Heather Graham — Bridget
- James Gammon — Lieutenant Larry Schooner
- Jack Kehler — Sargento Carlos Wiley
- Victoria Jackson — Lacey
- Miriam Margolyes — Madre de Joey
- Alisan Porter — Carla Boca
- Jon Kasdan — Dominic Boca
- Michael Chieffo
- Michelle Joyner
- Luke Rossi
- John Kostmayer
- Shiri Appleby

## El Caso Toto
Tras el estreno de Te amo hasta la muerte, muchos medios de comunicación, como The New York Times, Los Angeles Times, y Orlando Sentinel, publicaron artículos sobre los acontecimientos noticiosos "más extraños que la ficción" en los que se basa la comedia. Como informó el Orlando Sentinel el 24 de abril de 1990: "Como todos los esposos y esposas, [los Toto] han tenido buenos y malos momentos. Lo que los hace diferentes de la mayoría de las parejas es que sus malos momentos aparecieron en los periódicos. De costa a costa. Y en los programas de noticias de la cadena. Y en una serie de programas de entrevistas de televisión. Y en las revistas de noticias. Y en las revistas People y Us. Y en los tabloides de los supermercados. Y, de hecho, en los periódicos y la televisión de todo el mundo". 
Como informó el Chicago Tribune el 13 de abril de 1990: "Lo que provocó que Tony y Frances Toto tuvieran toda esta exposición comenzó en 1982 y 1983, cuando Frances intentó matar a Tony. Cinco veces". 
"Casi lo logró. La última vez, Tony recibió un disparo en la cabeza y el pecho. Mientras yacía herido durante cinco días en la cama de su casa, Frances intentó envenenarlo con sopa de pollo mezclada con barbitúricos".
El Tribune continuó informando que lo que le dio notoriedad al evento y lo llevó a una película es que Tony Toto no solo perdonó a su esposa Frances, sino que trató de convencer al fiscal de distrito de que no presentara cargos. Toto vendió el negocio familiar y tomó un préstamo sobre la casa familiar para sacar a Frances de la cárcel. En su juicio, Frances se declaró culpable de dos cargos graves. Tony pidió clemencia al juez, y Frances fue sentenciada a cuatro años, que cumplió. Tony razonó que había llevado a Frances al asesinato con su flagrante comportamiento mujeriego, "dominante, e insensible". Frances se dio cuenta de que había pasado de lo razonable. Ambos estuvieron de acuerdo en que la terapia hubiera sido una mejor opción que los asesinos a sueldo. Decidieron trabajar en su matrimonio y permanecieron juntos.
Cuando se le preguntó sobre la idoneidad de una comedia basada en hechos serios, Tony se rio. Dijo que todo el mundo necesita sentido del humor para superar el tipo de experiencia terrible por la que pasaron él y Frances. "Poder reír, eso es lo que me mantuvo en marcha", dijo Tony. "La película es perfecta para mí porque está contada de una manera divertida. Esa es la única forma en que podía expresar mis sentimientos cuando alguien me preguntaba qué había pasado".
Como informó el Orlando Sentinel, "Los Toto están contentos con la película. Tony la describió como '99 por ciento' precisa". Entre las inexactitudes, según Tony, están que las pastillas para dormir se pusieron en sopa de pollo en lugar de espaguetis, la madre de Frances no estuvo involucrada en la trama, y Tony no pagó la fianza de los cómplices de Frances. "El público puede pensar que Hollywood se tomó aún más libertades porque la historia real es muy extraña. Las partes sobre el bate de béisbol, el coche bomba, y las dos balas realmente sucedieron", dijo Tony.